# Edotia dahli
Edotia dahli är en kräftdjursart som beskrevs av Menzies 1962. Edotia dahli ingår i släktet Edotia och familjen tånglöss. Inga underarter finns listade i Catalogue of Life.